# Kim Čchang-ho
Kim Čchang-ho (korejsky 김창호, anglický přepis: Kim Chang-ho; 15. září 1970 Severní Kjongsang – 13. října 2018 Himálaj, Nepál) byl jihokorejský horolezec.
V roce 2013 se stal 14. horolezcem, který dosáhl vrcholů všech osmitisícovek bez použití kyslíkových přístrojů a 31. horolezcem celkově. Přestože před ním již 4 jihokorejští horolezci vylezli na vrcholy všech osmitisícovek, Kim Čchang-ho je prvním horolezcem své země, jemuž se to povedlo bez umělého kyslíku. Současně vylezl na všech 14 osmitisícových vrcholů za 7 let, 11 měsíců a 6 dnů, čímž o 8 dní překonal rekord v rychlosti vylezení všech osmitisícovek, který dlouhých 26 let držel polský horolezec Jerzy Kukuczka.
Po sněhové bouři byl 13. října 2018 nalezen mrtev v základním táboře ve výši 3 500 m v masívu Dhaulágirí. Spolu s ním zahynuli čtyři jihokorejští horolezci a čtyři nepálští průvodci.